# Château de Sargvere
Le château de Sargvere (estonien : Sargvere mõis, allemand : Herrenhaus Sarkfer) est un château baroque situé à Sargvere dans la commune de Paide (Järvamaa) en Estonie.
Il faisait partie du temps de l'Empire russe de la paroisse de St. Petri in Jerwen et du district de Jerwen du gouvernement d'Estland.

## Histoire

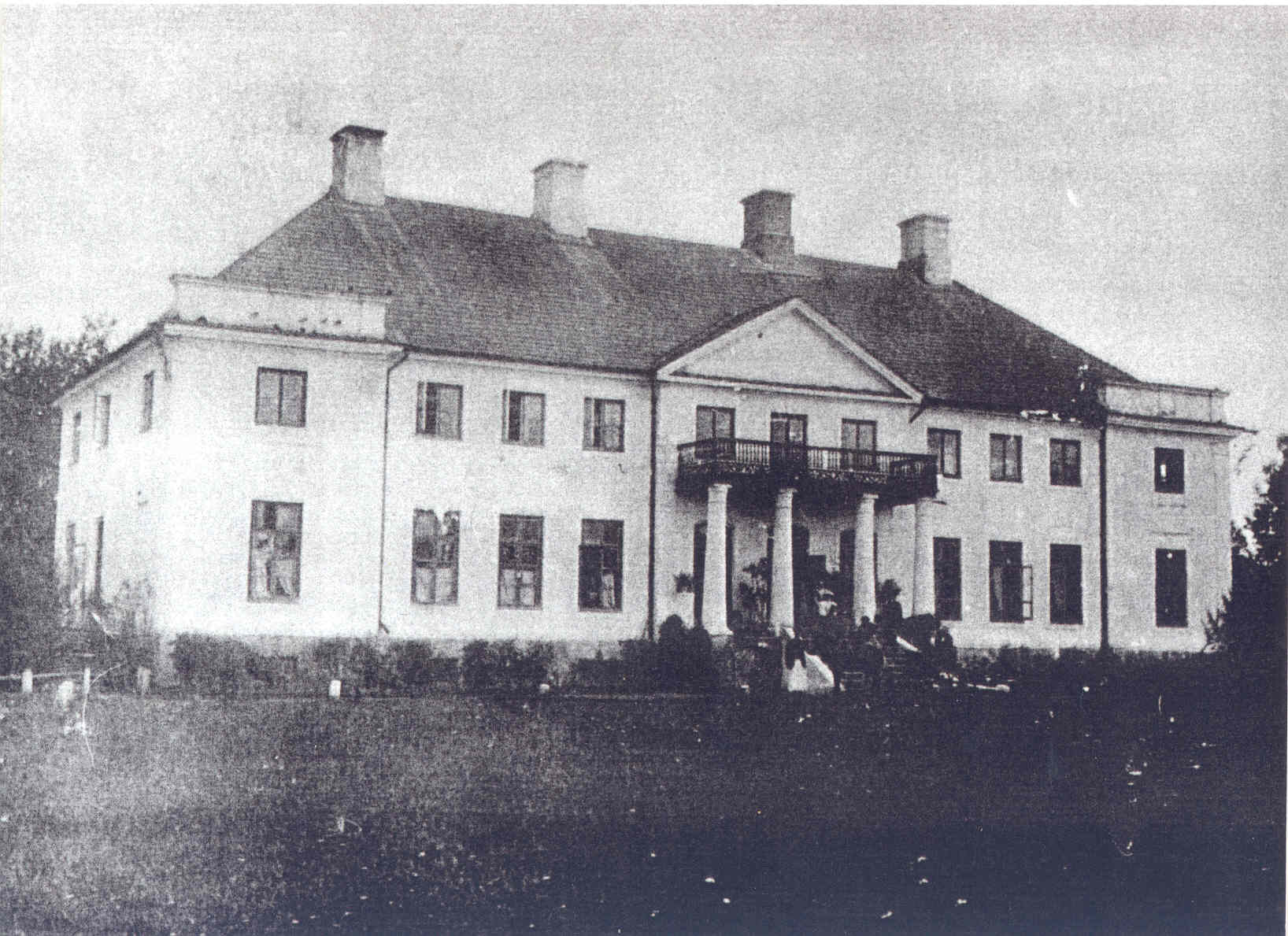
Le château de Sarkfer au début du XXe siècle

Le domaine a été formé au début du XVIIIe siècle à partir du domaine d'Orrisaar dont il se sépare. Le baron Otto Magnus von Essen (1638-1707) était auparavant le seigneur de la contrée le plus puissant. Ce domaine passe au début du XVIIIe siècle à l'une de ses filles, Christine Hedwig, qui avait épousé en 1698 le baron Hans Heinrich von Fersen, seigneur entre autres de Kirna et de Laupa. Le domaine entre donc dans cette famille et va se transmettre pendant plusieurs générations en lignée féminine comme dot. Il passe ainsi à Louise Magdalena von Fersen qui épouse en premières noces le baron Karl Johann von Delwig et en secondes noces le baron Erich Helmich von Kaulbars. Leur fille Christina Louise von Kaulbars le reçoit en dot lorsqu'elle épouse Heinrich Magnus von Buddenbrock, puis il passe à leur fille Anna Louise (1765-1805) qui épouse le baron Friedrich von Kursell.
Il est acquis en 1827 par la famille von Schilling et passe ensuite à la famille von Riesenkampff et enfin aux Stackelberg. La dernière propriétaire est la baronne Emmeline von Stackelberg, née Riesenkampf, qui en est expulsée en 1919, lorsque les biens fonciers sont nationalisés par la nouvelle république estonienne.
Le château actuel est bâti en 1760 par le baron Erich Helmich von Kaulbars et constitue l'un des plus jolis châteaux campagnards baroques du pays. Il est à deux niveaux avec un portique à la grecque et fronton triangulaire en milieu de façade. Les angles de la façade sont soulignés par deux légers avant corps agrémentés de pilastres de stucs. L'intérieur est décoré en style rococo.
Le château est transformé en école primaire et secondaire de 1921 à 2002. Elle a déménagé ensuite dans d'autres locaux. Le château abrite actuellement encore quelques classes dans les dépendances et dans le château lui-même l'organisation locale du développement agricole. Quatre salles historiques se visitent sur rendez-vous, contre un droit d'entrée modique.

## Source
- (et) Cet article est partiellement ou en totalité issu de l’article de Wikipédia en estonien intitulé « Sargvere mõis » (voir la liste des auteurs).

1. ↑  Google earth